# دياني ديزني ميلر
دياني ديزني ميلر (بالإنجليزية: Diane Disney Miller)‏ هي كاتِبة أمريكية، ولدت في 18 ديسمبر 1933 في لوس أنجلوس في الولايات المتحدة، وتوفيت في 19 نوفمبر 2013 في نابا في الولايات المتحدة بسبب نزف مخي.

## وصلات خارجية
- دياني ديزني ميلر على موقع IMDb (الإنجليزية)
- دياني ديزني ميلر على موقع قاعدة بيانات الفيلم (الإنجليزية)